# 大甲镇
大甲镇，是中华人民共和国福建省宁德市古田县下辖的一个乡镇级行政单位。
大甲镇原名大甲乡。2013年5月，撤乡设镇。

## 行政区划
大甲镇下辖以下地区：
大甲村、小甲村、山里村、邹洋村、际下村、前桃村、里桃村、林峰村、宁洋村、茶洋村、璋地村、上书村、国本村、村溪村、毗源村和岩前村。